# 西園寺公廣
西園寺公廣（日语：さいおんじ きんひろ，天文6年（1537年）-天正15年（1588年）是日本戰國時代的武將。西園寺氏的當主，伊予國黑瀨城主。

## 生平
天文6年（1537年）作為西園寺公宣之子出生，後被送入伊予來住寺出家，在弘治2年（1556年）因為西園寺氏當主的伯父西園寺實充的兒子公高戰死，所以西園寺公廣在永祿8年（1565年）還俗成為實充的養嗣子，另迎娶了實充的女兒西姬，以婿養子的身份繼承家督。同年，也出兵進攻土佐國的一條兼定，但因為一條兼定的岳父大友宗麟出兵馳援而敗退。
永祿11年（1568年） 西園寺公廣聯合毛利氏、河野氏進攻一條兼定、宇都宮豐綱、獲得勝利（鳥坂峠之戰）。
元龜3年（1572年）7月，西園寺公廣再度進攻一條氏，因為跟一條兼定的親戚關係，大友宗麟再度發兵來援，大友家臣佐伯惟教、若林鎮興不但擊退西園寺公廣，甚至攻陷了西園寺家的飯森城，逼得西園寺公廣反過來跟大友家稱降請和。
天正8年（1580年），長宗我部元親出兵伊予進攻西園寺公廣，西園寺家臣芝常氏倒戈長宗我部家，幸虧土居清良大為活躍，這才擊退長宗我部軍。
天正9年（1581年），長宗我部元親挖角了西園寺家臣北之川親安、魚成親能，西園寺公廣派遣土居清良前去攻打，加上大友宗麟發兵跨海來援，北川親安跟魚成親能又與長宗我部家切斷關係，重新投降西園寺公廣。
天正12年（1584年）10月，長宗我部元親率兵猛攻西園寺公廣的居城黑瀨城，西園寺公廣被迫降伏，翌天正13年（1585年）、西園寺公廣透過大友宗麟向豐臣秀吉的家臣蜂須賀正勝、黑田孝高表示請降，在秀吉發起四國征伐後便降伏於登陸四國的小早川隆景軍，後來也從屬於新領主小早川隆景属出兵九州。
天正15年（1587年）、秀吉任命家臣戶田勝隆擔任新的宇和領主，西園寺公廣被勝隆誘入宅邸中謀殺，享年51岁。西園寺家完全滅亡。